# 粟山博
粟山 博（もみやま ひろし 1884年〈明治17年〉10月2日 - 1959年〈昭和34年〉9月20日）は日本の政治家。衆議院議員（10期）。位階は正四位。勲等は勲二等。

## 来歴
戦前は憲政会・立憲民政党に所属したが、戦後に公職追放された。追放の解除後は、旧民政党左派の松村謙三・鶴見祐輔・小山邦太郎・中村三之丞・松浦周太郎・川崎末五郎らと行動を共にした。政界復帰（1952年）の後は、改進党・日本民主党に所属した。日本民主党が保守合同した後は、自由民主党にて松村・三木派に所属した。

## 年表
1884年（明治17年）、福島県安積郡（現在の郡山市富久山町）に生まれる。
1911年（明治44年）、第10回衆議院議員総選挙補欠選挙に出馬していた古島一雄の選挙を手伝う。1912年（明治45年） 、早稲田大学卒業後、カリフォルニア大学・ノース・カロライナ大学院に留学。
1917年（大正6年）、日本に帰国後、4月に第13回衆議院議員総選挙福島県郡部区落選。
1920年（大正9年）、第14回衆議院議員総選挙福島4区落選（憲政会）。1921年（大正10年）、第14回衆議院議員総選挙補欠選挙当選。1924年（大正13年）、第15回衆議院議員総選挙当選。1928年（昭和3年）、第16回衆議院議員総選挙福島1区当選（立憲民政党）。1929年（昭和4年）、濱口内閣海軍参与官を務める。
1930年（昭和5年）、第17回衆議院議員総選挙当選。1931年（昭和6年）、第2次若槻内閣海軍参与官を務める。1932年（昭和7年）、第18回衆議院議員総選挙落選。1936年（昭和11年）、第19回衆議院議員総選挙当選。1937年（昭和12年）、第20回衆議院議員総選挙当選。
1942年（昭和17年）、第21回衆議院議員総選挙落選（無所属）。1940年代、公職追放を受ける。
1952年（昭和27年）、第25回衆議院議員総選挙福島1区当選（改進党）。1953年（昭和28年）、第26回衆議院議員総選挙当選。1955年（昭和30年）、第27回衆議院議員総選挙当選（日本民主党）。1958年（昭和33年）、第28回衆議院議員総選挙当選（自由民主党）。
1959年（昭和34年）、衆議院議員在任中に死去。

## 主な家族
- 養女 - 粟山秀（衆議院議員）
- 養子 - 粟山明（秀の弟、衆議院議員）

## 著書
- ハツチンソン 著、粟山博 訳『巴奈馬運河と列国貿易競争』大日本雄弁会、1917年4月20日。全国書誌番号:43022264 NDLJP:954066。
- 粟山博『共栄通貨と物資交流』南進社、1942年4月18日。全国書誌番号:44022588 NDLJP:1455238。

## 追悼録
- 梁取三義 編『粟山博翁追悼録』粟山博翁追悼録刊行会、1971年9月。 NCID BA79879693。全国書誌番号:82035692。